# Mitsunori Yoshida
Mitsunori Yoshida (Aichi, 8 marzo 1962) è un ex calciatore giapponese, di ruolo difensore.

## Palmarès

### Nazionale
- Coppa d'Asia: 1

1992